# Comesia
Comesia is een monotypisch geslacht van schimmels uit de orde Helotiales. Het bevat alleen Comesia felicitatis.